# Ministre under Helle Thorning-Schmidt
Følgende liste er en oversigt over samtlige, der har været minister under Helle Thorning-Schmidt i Regeringen Helle Thorning-Schmidt I og Regeringen Helle Thorning-Schmidt II. På X-aksen ses alle tidspunkter, hvor der har været udskiftninger af ministre og på Y-aksen ses alle ministre. De nuværende ministre er sorteret efter den daværende statsrådsrækkefølge, mens de forhenværende ministre er sorteret efter, hvornår de gik af som minister.
Alle ministrene trådte tilbage efter folketingsvalget 2015, hvor der blev valgt et nyt flertal i Folketinget.
| Minister                     | 3. okt 2011                                                           | 16. okt 2012                                                          | 5. dec 2012                                                           | 9. aug 2013                                                           | 21. nov 2013                                                          | 12. dec 2013                                                          | 3. feb 2014                                                                 | 2. sep 2014                                                                 | 10. okt 2014                                                                |
| ---------------------------- | --------------------------------------------------------------------- | --------------------------------------------------------------------- | --------------------------------------------------------------------- | --------------------------------------------------------------------- | --------------------------------------------------------------------- | --------------------------------------------------------------------- | --------------------------------------------------------------------------- | --------------------------------------------------------------------------- | --------------------------------------------------------------------------- |
| Helle Thorning-Schmidt (S)   | Statsminister                                                         | Statsminister                                                         | Statsminister                                                         | Statsminister                                                         | Statsminister                                                         | Statsminister                                                         | Statsminister                                                               | Statsminister                                                               | Statsminister                                                               |
| Morten Østergaard (RV)       | Minister for forskning, innovation og videregående uddannelser        | Minister for forskning, innovation og videregående uddannelser        | Minister for forskning, innovation og videregående uddannelser        | Minister for forskning, innovation og videregående uddannelser        | Minister for forskning, innovation og videregående uddannelser        | Minister for forskning, innovation og videregående uddannelser        | Skatteminister                                                              | Økonomi- og indenrigsminister                                               | Økonomi- og indenrigsminister                                               |
| Bjarne Corydon (S)           | Finansminister                                                        | Finansminister                                                        | Finansminister                                                        | Finansminister                                                        | Finansminister                                                        | Finansminister                                                        | Finansminister                                                              | Finansminister                                                              | Finansminister                                                              |
| Martin Lidegaard (RV)        | Klima-, energi- og bygningsminister                                   | Klima-, energi- og bygningsminister                                   | Klima-, energi- og bygningsminister                                   | Klima-, energi- og bygningsminister                                   | Klima-, energi- og bygningsminister                                   | Klima-, energi- og bygningsminister                                   | Udenrigsminister                                                            | Udenrigsminister                                                            | Udenrigsminister                                                            |
| Mette Frederiksen (S)        | Beskæftigelsesminister                                                | Beskæftigelsesminister                                                | Beskæftigelsesminister                                                | Beskæftigelsesminister                                                | Beskæftigelsesminister                                                | Beskæftigelsesminister                                                | Beskæftigelsesminister                                                      | Beskæftigelsesminister                                                      | Justitsminister                                                             |
| Nicolai Wammen (S)           | Europaminister                                                        | Europaminister                                                        | Europaminister                                                        | Forsvarsminister                                                      | Forsvarsminister                                                      | Forsvarsminister                                                      | Forsvarsminister                                                            | Forsvarsminister                                                            | Forsvarsminister                                                            |
| Sofie Carsten Nielsen (RV)   | Ej medlem af regeringen                                               | Ej medlem af regeringen                                               | Ej medlem af regeringen                                               | Ej medlem af regeringen                                               | Ej medlem af regeringen                                               | Ej medlem af regeringen                                               | Uddannelses- og forskningsminister                                          | Uddannelses- og forskningsminister                                          | Uddannelses- og forskningsminister                                          |
| Marianne Jelved (RV)         | Ej medlem af regeringen                                               | Ej medlem af regeringen                                               | Kulturminister                                                        | Kulturminister                                                        | Kulturminister                                                        | Kulturminister                                                        | Kulturminister og kirkeminister                                             | Kulturminister og kirkeminister                                             | Kulturminister og kirkeminister                                             |
| Henrik Dam Kristensen (S)    | Transportminister                                                     | Transportminister                                                     | Transportminister                                                     | Ej medlem af regeringen                                               | Ej medlem af regeringen                                               | Ej medlem af regeringen                                               | Ej medlem af regeringen                                                     | Ej medlem af regeringen                                                     | Beskæftigelsesminister                                                      |
| Carsten Hansen (S)           | Minister for by, bolig og landdistrikter                              | Minister for by, bolig og landdistrikter                              | Minister for by, bolig og landdistrikter                              | Minister for by, bolig og landdistrikter                              | Minister for by, bolig og landdistrikter                              | Minister for by, bolig og landdistrikter                              | Minister for by, bolig og landdistrikter og minister for nordisk samarbejde | Minister for by, bolig og landdistrikter og minister for nordisk samarbejde | Minister for by, bolig og landdistrikter og minister for nordisk samarbejde |
| Christine Antorini (S)       | Børne- og undervisningsminister                                       | Børne- og undervisningsminister                                       | Børne- og undervisningsminister                                       | Undervisningsminister                                                 | Undervisningsminister                                                 | Undervisningsminister                                                 | Undervisningsminister                                                       | Undervisningsminister                                                       | Undervisningsminister                                                       |
| Nick Hækkerup (S)            | Forsvarsminister                                                      | Forsvarsminister                                                      | Forsvarsminister                                                      | Europa- og handelsminister                                            | Europa- og handelsminister                                            | Europa- og handelsminister                                            | Minister for sundhed og forebyggelse                                        | Minister for sundhed og forebyggelse                                        | Minister for sundhed og forebyggelse                                        |
| Manu Sareen (RV)             | Minister for ligestilling og kirke og minister for nordisk samarbejde | Minister for ligestilling og kirke og minister for nordisk samarbejde | Minister for ligestilling og kirke og minister for nordisk samarbejde | Minister for ligestilling og kirke og minister for nordisk samarbejde | Minister for ligestilling og kirke og minister for nordisk samarbejde | Minister for ligestilling og kirke og minister for nordisk samarbejde | Minister for børn, ligestilling, integration og sociale forhold             | Minister for børn, ligestilling, integration og sociale forhold             | Minister for børn, ligestilling, integration og sociale forhold             |
| Henrik Sass Larsen (S)       | Ej medlem af regeringen                                               | Ej medlem af regeringen                                               | Ej medlem af regeringen                                               | Erhvervs- og vækstminister                                            | Erhvervs- og vækstminister                                            | Erhvervs- og vækstminister                                            | Erhvervs- og vækstminister                                                  | Erhvervs- og vækstminister                                                  | Erhvervs- og vækstminister                                                  |
| Rasmus Helveg Petersen (RV)  | Ej medlem af regeringen                                               | Ej medlem af regeringen                                               | Ej medlem af regeringen                                               | Ej medlem af regeringen                                               | Udviklingsminister                                                    | Udviklingsminister                                                    | Klima-, energi- og bygningsminister                                         | Klima-, energi- og bygningsminister                                         | Klima-, energi- og bygningsminister                                         |
| Dan Jørgensen (S)            | Ej medlem af regeringen                                               | Ej medlem af regeringen                                               | Ej medlem af regeringen                                               | Ej medlem af regeringen                                               | Ej medlem af regeringen                                               | Minister for fødevarer, landbrug og fiskeri                           | Minister for fødevarer, landbrug og fiskeri                                 | Minister for fødevarer, landbrug og fiskeri                                 | Minister for fødevarer, landbrug og fiskeri                                 |
| Mogens Jensen (S)            | Ej medlem af regeringen                                               | Ej medlem af regeringen                                               | Ej medlem af regeringen                                               | Ej medlem af regeringen                                               | Ej medlem af regeringen                                               | Ej medlem af regeringen                                               | Handels- og udviklingsminister                                              | Handels- og udviklingsminister                                              | Handels- og udviklingsminister                                              |
| Magnus Heunicke (S)          | Ej medlem af regeringen                                               | Ej medlem af regeringen                                               | Ej medlem af regeringen                                               | Ej medlem af regeringen                                               | Ej medlem af regeringen                                               | Ej medlem af regeringen                                               | Transportminister                                                           | Transportminister                                                           | Transportminister                                                           |
| Kirsten Brosbøl (S)          | Ej medlem af regeringen                                               | Ej medlem af regeringen                                               | Ej medlem af regeringen                                               | Ej medlem af regeringen                                               | Ej medlem af regeringen                                               | Ej medlem af regeringen                                               |                                                                             |                                                                             |                                                                             |
| Benny Engelbrecht (S)        | Ej medlem af regeringen                                               | Ej medlem af regeringen                                               | Ej medlem af regeringen                                               | Ej medlem af regeringen                                               | Ej medlem af regeringen                                               | Ej medlem af regeringen                                               | Ej medlem af regeringen                                                     | Skatteminister                                                              | Skatteminister                                                              |
| Karen Hækkerup (S)           | Social- og integrationsminister                                       | Social- og integrationsminister                                       | Social- og integrationsminister                                       | Minister for fødevarer, landbrug og fiskeri                           | Minister for fødevarer, landbrug og fiskeri                           | Justitsminister                                                       | Justitsminister                                                             | Justitsminister                                                             | Ej medlem af regeringen                                                     |
| Margrethe Vestager (RV)      | Økonomi- og indenrigsminister                                         | Økonomi- og indenrigsminister                                         | Økonomi- og indenrigsminister                                         | Økonomi- og indenrigsminister                                         | Økonomi- og indenrigsminister                                         | Økonomi- og indenrigsminister                                         | Økonomi- og indenrigsminister                                               | Ej medlem af regeringen                                                     | Ej medlem af regeringen                                                     |
| Annette Vilhelmsen (SF)      | Ej medlem af regeringen                                               | Erhvervs- og vækstminister                                            | Erhvervs- og vækstminister                                            | Social-, børne- og integrationsminister                               | Social-, børne- og integrationsminister                               | Social-, børne- og integrationsminister                               | Ej medlem af regeringen                                                     | Ej medlem af regeringen                                                     | Ej medlem af regeringen                                                     |
| Holger Kirkholm Nielsen (SF) | Ej medlem af regeringen                                               | Skatteminister                                                        | Skatteminister                                                        | Skatteminister                                                        | Skatteminister                                                        | Udenrigsminister                                                      | Ej medlem af regeringen                                                     | Ej medlem af regeringen                                                     | Ej medlem af regeringen                                                     |
| Astrid Krag (SF)             | Minister for sundhed og forebyggelse                                  | Minister for sundhed og forebyggelse                                  | Minister for sundhed og forebyggelse                                  | Minister for sundhed og forebyggelse                                  | Minister for sundhed og forebyggelse                                  | Minister for sundhed og forebyggelse                                  | Ej medlem af regeringen                                                     | Ej medlem af regeringen                                                     | Ej medlem af regeringen                                                     |
| Jonas Dahl (SF)              | Ej medlem af regeringen                                               | Ej medlem af regeringen                                               | Ej medlem af regeringen                                               | Ej medlem af regeringen                                               | Ej medlem af regeringen                                               | Skatteminister                                                        | Ej medlem af regeringen                                                     | Ej medlem af regeringen                                                     | Ej medlem af regeringen                                                     |
| Pia Olsen Dyhr (SF)          | Handels- og investeringsminister                                      | Handels- og investeringsminister                                      | Handels- og investeringsminister                                      | Transportminister                                                     | Transportminister                                                     | Transportminister                                                     | Ej medlem af regeringen                                                     | Ej medlem af regeringen                                                     | Ej medlem af regeringen                                                     |
| Ida Auken (SF)               | Miljøminister                                                         | Miljøminister                                                         | Miljøminister                                                         | Miljøminister                                                         | Miljøminister                                                         | Miljøminister                                                         | Ej medlem af regeringen                                                     | Ej medlem af regeringen                                                     | Ej medlem af regeringen                                                     |
| Villy Søvndal (SF)           | Udenrigsminister                                                      | Udenrigsminister                                                      | Udenrigsminister                                                      | Udenrigsminister                                                      | Udenrigsminister                                                      | Ej medlem af regeringen                                               | Ej medlem af regeringen                                                     | Ej medlem af regeringen                                                     | Ej medlem af regeringen                                                     |
| Morten Bødskov (S)           | Justitsminister                                                       | Justitsminister                                                       | Justitsminister                                                       | Justitsminister                                                       | Justitsminister                                                       | Ej medlem af regeringen                                               | Ej medlem af regeringen                                                     | Ej medlem af regeringen                                                     | Ej medlem af regeringen                                                     |
| Christian Friis Bach (RV)    | Udviklingsminister                                                    | Udviklingsminister                                                    | Udviklingsminister                                                    | Udviklingsminister                                                    | Ej medlem af regeringen                                               | Ej medlem af regeringen                                               | Ej medlem af regeringen                                                     | Ej medlem af regeringen                                                     | Ej medlem af regeringen                                                     |
| Mette Gjerskov (S)           | Minister for fødevarer, landbrug og fiskeri                           | Minister for fødevarer, landbrug og fiskeri                           | Minister for fødevarer, landbrug og fiskeri                           | Ej medlem af regeringen                                               | Ej medlem af regeringen                                               | Ej medlem af regeringen                                               | Ej medlem af regeringen                                                     | Ej medlem af regeringen                                                     | Ej medlem af regeringen                                                     |
| Uffe Elbæk (RV)              | Kulturminister                                                        | Kulturminister                                                        | Ej medlem af regeringen                                               | Ej medlem af regeringen                                               | Ej medlem af regeringen                                               | Ej medlem af regeringen                                               | Ej medlem af regeringen                                                     | Ej medlem af regeringen                                                     | Ej medlem af regeringen                                                     |
| Ole Sohn (SF)                | Erhvervs- og vækstminister                                            | Ej medlem af regeringen                                               | Ej medlem af regeringen                                               | Ej medlem af regeringen                                               | Ej medlem af regeringen                                               | Ej medlem af regeringen                                               | Ej medlem af regeringen                                                     | Ej medlem af regeringen                                                     | Ej medlem af regeringen                                                     |
| Thor Möger Pedersen (SF)     | Skatteminister                                                        | Ej medlem af regeringen                                               | Ej medlem af regeringen                                               | Ej medlem af regeringen                                               | Ej medlem af regeringen                                               | Ej medlem af regeringen                                               | Ej medlem af regeringen                                                     | Ej medlem af regeringen                                                     | Ej medlem af regeringen                                                     |